# Perejesława halicka
Perejesława halicka (zm. 12 kwietnia 1283) – księżniczka ruska, księżna mazowiecka z dynastii Rurykowiczów.

## Życiorys
Perejesława była najprawdopodobniej córką księcia Daniela halickiego, choć według innych teorii mogła wywodzić się z kręgu Rurykowiczów spokrewnionych z władcami Rusi halicko-wołyńskiej.
W 1247 lub 1248 została poślubiona przez Siemowita I, księcia mazowieckiego, co przypieczętować miało rodzący się sojusz mazowiecko-halicki. Para książęca doczekała się trójki dzieci:
- Konrada II Czerskiego
- Bolesława II Mazowieckiego
- Salomeę, późniejszą mniszkę w klasztorze w Skale.

W 1254 roku księżna z mężem zostali pojmani i uwięzieni przez jej szwagra Kazimierza I, księcia kujawskiego. Wolność odzyskali dopiero w następnym roku. Po śmierci Siemowita I podczas oblężenia Jazdowa 23 czerwca 1262, na czas niewoli starszego syna Konrada i małoletności młodszego, Bolesława, władzę na Mazowszu objęła regencja kierowana przez księcia wielkopolskiego Bolesława Pobożnego i Perejesławę, która przy jego pomocy doprowadziła w niedługim czasie do odbudowy dzielnicy, zdewastowanej najazdem litewskim.
Zmarła 12 kwietnia 1283 roku.

### Źródła
- Długosz J., Jana Długosza kanonika krakowskiego Dziejów polskich ksiąg dwanaście (pol.), T. II, Kraków 1868.

### Opracowania
- Balzer O., Genealogia Piastów, Kraków 1895.
- Dąbrowski D., Genealogia Mścisłowawowiczów. Pierwsze pokolenia (do początku XIV w.), Kraków 2008.